# Konstantin Puškarjov
Konstantin Puškarjov (* 12. února 1985 Usť-Kamenogorsk) je kazašský hokejista, od roku 2010 hráč klubu Barys Astana.
Začínal v klubu HK Kazcink-Torpedo Usť-Kamenogorsk, s devíti brankami byl nejlepším střelcem Mistrovství světa v ledním hokeji do 18 let 2003. Později hrál za Avangard Omsk, s nímž se stal roku 2004 mistrem Ruska. Působil v zámoří v klubu Los Angeles Kings a na farmě v Manchester Monarchs, kde získal roku 2007 Emile Francis Trophy. Reprezentoval Kazachstán na mistrovství světa v letech 2011 až 2015.